# Addison Rae
Addison Rae Easterling ( Lafayette, Luisiana, Estados Unidos, 6 de octubre de 2000), conocida como Addison Rae o simplemente Addison, es una cantante, personalidad de redes sociales y actriz estadounidense. Rae alcanzó la fama en TikTok en 2019 y acumuló más de 88 millones de seguidores, lo que la convirtió en la quinta persona más seguida en la plataforma. Luego se expandió a diferentes proyectos, incluyendo música y actuación. Hizo su debut en el cine con la comedia de Netflix He's All That (2021). Posteriormente, protagonizó la película de terror Thanksgiving (2023).
En 2021, Rae lanzó su sencillo debut «Obsessed», que recibió críticas negativas y más tarde se incluyó en su EP debut AR (2023). En 2024, firmó con Columbia Records y colaboró con Charli XCX en el remix de «Von Dutch». Ese año, obtuvo mayor reconocimiento después del lanzamiento de su primer sencillo con una discográfica importante, «Diet Pepsi», que recibió elogios generalizados y alcanzó el puesto 54 en la lista Billboard Hot 100 de EE. UU. Durante la presentación de Arca en Coachella, Rae anunció que su álbum debut se lanzaría el 6 de junio. El 6 de junio de 2025, Rae lanza su álbum debut, Addison, del cual recibió aclamación y recepción positiva por parte del público y la crítica.

## Primeros años
Addison Rae Easterling nació y creció en Lafayette, Luisiana (Estados Unidos), hija de Monty Lopez y Sheri Easterling. Tiene dos hermanos menores, Enzo Lopez y Lucas Lopez, y una media hermana mayor, Macye Neumeyer, quien tiene dos hijas propias. Sus padres tuvieron una relación intermitente durante la gran parte de su infancia, después de haberse divorciado inicialmente cuando ella era joven, hasta que finalmente volvieron a casarse en 2017. Ambos padres tienen una presencia notable en TikTok, con Monty acumulando 5 millones de seguidores y Sheri alcanzando los 13 millones.
Rae comenzó a bailar competitivamente a los seis años y participó en numerosas competiciones en todo el país. Antes de mudarse a Los Ángeles para impulsar su carrera, la estrella de las redes sociales estudió brevemente periodismo de radiodifusión en la Universidad Estatal de Luisiana (LSU, por sus siglas en inglés) con el objetivo de convertirse en comentarista deportiva. Sin embargo, abandonó la universidad cuando su popularidad en TikTok comenzó a crecer. En una entrevista con la revista Elle, Rae explicó su decisión de mudarse a Los Ángeles: «Algunas personas de Los Ángeles se comunicaron conmigo y pensé "Tengo que ir. Tengo que ir". Así que mis padres me apoyaron plenamente».

## Carrera
Se unió a TikTok el 2 de julio de 2019, subiendo videos de baile a canciones populares en la plataforma, el video que la llevó a la fama fue uno con la canción «Obsessed» por Mariah Carey. Ella ha sido parte del grupo colaborativo de TikTok The Hype House desde diciembre de 2019 cuando se formó. En enero de 2020, Easterling y sus padres firmaron con la agencia de talentos WME. En marzo de 2020, el rapero australiano The Kid Laroi escribió una canción que lleva el nombre de la estrella de TikTok.

### 2021-2023: debut con «Obsessed»
En marzo de 2021, Rae lanzó su sencillo debut, «Obsessed». Ese mismo año, Rae lanzó su propia línea de cosméticos, Item Beauty. Rae también fundó su propia línea de fragancias llamada «Addison Rae Fragrance». En agosto, Rae protagonizó la película de comedia de Netflix He's All That (2021), una nueva versión de la comedia adolescente She's All That (1999).
En febrero de 2022, se anunció que Rae se había unido al elenco de una película titulada Fashionista, producida por Paramount. Ese mismo mes, varias canciones de su EP inédito se filtraron en YouTube, lo que Rae inicialmente pensó que «podría marcar la sentencia de muerte para su carrera musical». Sin embargo, las pistas ganaron fuerza en línea, lo que la impulsó a lanzar su primer EP AR el 18 de agosto de 2023. El EP recibió críticas generalmente positivas, y debutó en el puesto número 19 en las listas de Heatseekers de Billboard de EE. UU.

### 2024-presente: Addison y The Addison Tour
En marzo de 2024, Rae apareció en el remix de Charli XCX de «Von Dutch» en 2024, que luego apareció en el álbum de remixes de Charli XCX Brat and It's Completely Different but Also Still Brat (2024). Rae también apareció en el álbum Britpop (2024) de A. G. Cook en una canción titulada «Lucifer» con Charli XCX. En agosto de 2024, Addison Rae lanzó su primer sencillo con un sello importante, «Diet Pepsi», a través de Columbia Records, de la mano del video musical. La canción alcanzó el puesto número 54 en el Billboard Hot 100 de EE. UU., marcando la primera entrada de Rae. En octubre de 2024, Rae lanzó el sencillo «Aquamarine» acompañado de un video musical. En noviembre de 2024, siguió con «Aquamarine / Arcamarine», un remix con la participación de la cantante y productora Arca. Más tarde, lanzó los sencillos «High Fashion» y «Headphones On» en febrero y abril de 2025, respectivamente. A fines del mes de mayo de 2025 lanzó «Fame Is A Gun», con su respectivo video musical, y una semana después, el 6 de junio de 2025, lanzó su álbum debut Addison, junto al sencillo «Times Like These», acompañado de un video musical. El album logró debutar entre los 4 primeros puestos del Billboard 200.

## Imagen pública
Forbes publicó un informe en agosto de 2020 que revela que Rae ganó 5 millones de dólares en el último año hasta junio de sus diversos acuerdos de patrocinio y mercadería, lo que la convierte en la estrella de TikTok con mayores ingresos. El éxito de Rae en TikTok la ha llevado a trabajar con empresas como Reebok, L'Oréal, Hollister y American Eagle. En julio de 2020, se asoció con American Eagle en la campaña de la marca de anuncios #AExME Back to School '20 cuando la marca realizó su primera sesión de fotos virtual que abarca tomas en la habitación de Addison debido a la pandemia.
El 26 de marzo de 2021, Rae participó en The Tonight Show de Jimmy Fallon. Rae le enseñó a Fallon ocho bailes virales de TikTok y fue muy criticada por no dar crédito a los creadores originales de los bailes. Gran parte de la reacción violenta provino de Twitter, donde la gente afirmó que era un caso de racismo sistémico, ya que la mayoría de los creadores de los bailes son negros. Rae abordó esta controversia a TMZ afirmando: «Creo que todos fueron acreditados en la publicación original de YouTube, pero es un poco difícil de acreditar durante el programa. Pero todos saben que los amo mucho y, por supuesto los apoyo a todos. Y espero que algún día podamos reunirnos y bailar juntos».

## Filmografía

### Cine
| Año  | Título          | Título                      | Título                      | Rol                           |
| Año  | Título original | Título en España            | Título en Hispanoamérica    | Rol                           |
| ---- | --------------- | --------------------------- | --------------------------- | ----------------------------- |
| 2020 | Spy Cat         | Agente 00-Gato              | Agente 00-Gato              | Rosalinde (Voz)               |
| 2021 | He's All That   | Alguien como él             | Alguien como él             | Padgett Sawyer (protagonista) |
| 2023 | Thanksgiving    | Black Friday                | Viernes negro               | Gabby                         |
| 2024 | As Time Goes By | A medida que pasa el tiempo | A medida que pasa el tiempo | Cantante                      |
| 2026 | Animal Friends  |                             |                             |                               |

## Discografía

### Álbumes de estudio
| Título  | Detalles del álbum | Posiciones en listas | Posiciones en listas | Posiciones en listas | Posiciones en listas | Posiciones en listas | Certificaciones |
| Título  | Detalles del álbum | EUA                  | RU                   | SPA                  | AUS                  | NZ                   | Certificaciones |
| ------- | --- | -------------------- | -------------------- | -------------------- | -------------------- | -------------------- | --------------- |
| Addison | - Lanzamiento: 6 de junio de 2025 - Discográfica: Columbia Records, As Long As I'm Dancing LLC - Formatos: CD, descarga digital, streaming, vinilo | 4                    | 2                    | 13                   | 9                    | 1                    | —               |

### EPs
| Título | Detalles del EP                                                                                             | Posiciones en listas |
| Título | Detalles del EP                                                                                             | EUA                  |
| ------ | --- | -------------------- |
| AR     | - Lanzamiento: 18 de agosto de 2023 - Discográfica: Sandlot Records - Formatos: Descarga digital, streaming | 19                   |

### Sencillos
| Título                               | Año  | Posiciones en listas | Posiciones en listas | Álbum              |
| Título                               | Año  | EUA                  | RU                   | Álbum              |
| ------------------------------------ | ---- | -------------------- | -------------------- | ------------------ |
| «Obsessed»                           | 2021 | —                    | —                    | AR                 |
| «Diet Pepsi»                         | 2024 | 54                   | 10                   | Addison            |
| «Aquamarine»                         | 2024 | —                    | —                    | Addison            |
| «Aquamarine / Arcamarine» (con Arca) | 2024 | —                    | —                    | Sencillo sin álbum |
| «High Fashion»                       | 2025 | —                    | —                    | Addison            |
| «Headphones On»                      | 2025 | 87                   | 24                   | Addison            |
| «Fame Is a Gun»                      | 2025 | —                    | —                    | Addison            |

### Otras canciones
| Título                                    | Año  | Posicionamiento en listas | Álbum                                                  |
| Título                                    | Año  | RU                        | Álbum                                                  |
| ----------------------------------------- | ---- | ------------------------- | ------------------------------------------------------ |
| «2 Die 4» (feat. Charli XCX)              | 2023 | —                         | AR                                                     |
| «I Got It Bad»                            | 2023 | —                         | AR                                                     |
| «Von Dutch» (con Charli XCX y A. G. Cook) | 2024 | —                         | Brat and It's Completely Different but Also Still Brat |
| «New York»                                | 2025 | 61                        | Addison                                                |
| «Money Is Everything»                     | 2025 | —                         | Addison                                                |
| «In the Rain»                             | 2025 | —                         | Addison                                                |
| «Times Like These»                        | 2025 | —                         | Addison                                                |

### Otras apariciones
| Título              | Año  | Artista(s)             | Álbum                                                  |
| ------------------- | ---- | ---------------------- | ------------------------------------------------------ |
| «Von Dutch (Remix)» | 2024 | Charli XCX, A. G. Cook | Brat and It's Completely Different but Also Still Brat |
| «Lucifer»           | 2024 | A. G. Cook, Charli XCX | Britpop                                                |

## Giras
- 2026: The Addison Tour

## Premios y nominaciones
| Año  | Premio                          | Nominado    | Categoría                            | Resultado | Ref.   |
| ---- | ------------------------------- | ----------- | ------------------------------------ | --------- | ------ |
| 2025 | Nickelodeon Kids' Choice Awards | Addison Rae | Revelación musical femenina favorita | Nominada  | [ 29 ] |